# Sonipat (stad)
Sonipat is een nagar panchayat (plaats) in het district Sonipat van de Indiase staat Haryana. 

## Demografie
Volgens de Indiase volkstelling van 2001 wonen er 216.213 mensen in Sonipat, waarvan 54% mannelijk en 46% vrouwelijk is. De plaats heeft een alfabetiseringsgraad van 72%. 